# 最佳編劇獎 (傳藝金曲獎)
傳藝金曲獎最佳編劇獎是由國立傳統藝術中心在臺灣舉辦的現行頒發獎項，是第30屆傳藝金曲獎起新增的獎項，第32屆傳藝金曲獎更名為最佳編劇獎。

## 歷屆得獎暨入圍名單
|  | 獲獎者 |

### 最佳劇本獎（第30屆、第31屆）
| 年份 （屆次）   | 入圍作品                        |
| --------------- | ------------------------------- |
| 2019 （第30屆） | 李季紋 《1399趙氏孤兒》         |
| 2019 （第30屆） | 邱佳玉、江俊賢／《What's 黑盆》 |
| 2019 （第30屆） | 陳健星／《夜未央》              |
| 2019 （第30屆） | 傅建益／《夢斷情河》            |
| 2019 （第30屆） | 林曉英／《客家大戲—戲夢情緣》   |
| 2020 （第31屆） | 邱坤良 《月夜情愁》             |
| 2020 （第31屆） | 王友輝／《安平追想曲》          |
| 2020 （第31屆） | 姜富琴、柯世宏／《一丈青》      |
| 2020 （第31屆） | 施如芳／《當迷霧漸散》          |

### 最佳編劇獎（第32屆～至今）
| 年份 （屆次）                            | 入圍作品                                         |
| ---------------------------------------- | ------------------------------------------------ |
| 2021 （第32屆）                          | 陳健星 《光華之君》                              |
| 2021 （第32屆）                          | 吳興國／《李爾在此》                             |
| 2021 （第32屆）                          | 周玉軒／《杜子春》                               |
| 2021 （第32屆）                          | 紀蔚然、劉秀庭／《雨中戲臺》                     |
| 2021 （第32屆）                          | 蔡欣欣／《昭君．丹青怨》                         |
| 2022 （第33屆）                          | 趙雪君 《當時月有淚》                            |
| 2022 （第33屆）                          | 姜富琴、柯世宏／《王爺飯》                       |
| 2022 （第33屆）                          | 柳美和、王友輝／《阿婆蘭Aphrodite》              |
| 2022 （第33屆）                          | 陳勝國／《韓湘子》                               |
| 2022 （第33屆）                          | 廖瓊枝、何恃東、王友輝／《望鄉之夜》             |
| 2023 （第34屆）                          | 郭建甫 《戲頭》                                  |
| 2023 （第34屆）                          | 周玉軒／《水鬼請戲》                             |
| 2023 （第34屆）                          | 周曼農、王嘉明、洪靖婷／《無題島：孽種與魔法師》 |
| 2023 （第34屆）                          | 陳健星／《冥遊記─帝王之宴》                      |
| 2023 （第34屆）                          | 蔡逸璇／《文武天香》                             |
| 2024 （第35屆）                          | 陳健星 《臥龍：永遠的彼日》                      |
| 2024 （第35屆）                          | 王友輝／《鳳凰變》                               |
| 2024 （第35屆）                          | 宋厚寬、蔡逸璇／《國姓之鬼》                     |
| 2024 （第35屆）                          | 林乃文／《得時の夢》                             |
| 2024 （第35屆）                          | 蔡逸璇／《紅喙鬚的少女》                         |
| 2025 （第36屆）                          |                                                  |
| 陳健星、廖珮宇／《孟婆客棧：冥星雙飛俠》 |                                                  |
| 趙雪君／《相看儼然》                     |                                                  |
| 劉慧芬／《狐狸兒媳──小翠的愛情札記》     |                                                  |
| 陳健星／《青姬》                         |                                                  |
| 葉志偉／《豆花公劇場版──拍斷手骨顛倒勇》 |                                                  |

## 外部連結
- 國立傳統藝術中心 （页面存档备份，存于）
- 第35屆傳藝金曲獎 （页面存档备份，存于）
- 傳藝金曲獎的Facebook專頁